# Oitz
Oitz è un comune spagnolo di 138 abitanti situato nella comunità autonoma della Navarra.